# Parc national des Monts Sainte-Croix
Le parc national Swietokrzyski ou parc national des Monts Sainte-Croix (polonais : Świętokrzyski Park Narodowy) est un parc national situé dans la Voïvodie Świętokrzyskie dans le centre de la Pologne. Il couvre la plus haute crête des montagnes Świętokrzyskie (ou Sainte-Croix) - le Łysogory - avec ses deux plus hauts sommets : Łysica à 612 mètres et de Łysa Góra ("le mont Chauve") à 595 m . Il abrite également la partie orientale de la crête Klonowski et une partie de la chaîne Pokrzywianski. Le parc a son siège à Bodzentyn.

## L'histoire
L'histoire des efforts pour protéger cette partie de la Pologne remonte à l'époque d'avant la Première Guerre Mondiale. En 1921, une première réserve forestière dans les montagnes Świętokrzyskie a été créée - c'était la réserve Józef Kostyrko sur Chełmowa Góra (1,63 km2). L'année suivante, les deux parties de la Łysogory d'une superficie totale de 3,11 km2 ont également été protégés. En 1932, la zone de la réserve a été officiellement élargie à 13,47 km2, mais le parc national n'a pas été créé avant 1950. Sa superficie initiale a été de 60,54 km2, mais il a depuis été agrandi pour couvrir actuellement 76,26 km2, dont 72,12 km2 de forêts. Il y a cinq zones strictement protégées au sein du parc, représentant une superficie totale de 17,31 km2.

## Paysage
Les Swiętokrzyskie sont les plus anciennes montagnes en Pologne, datant de 400 à 520 millions d'années. Leur aspect actuel a été créé par les mouvements de la Terre autour de 300 millions d'années. Il y a longtemps, il y avait la mer ici, et beaucoup de preuves de riches formes de vie ont été préservées dans les rochers, y compris des traces fossiles d'animaux et de plantes. Il y a environ deux millions d'années, la chaîne a été recouverte par un glacier.

## Flore
Le parc est célèbre pour ses arbres, dont 674 sont considérés comme des monuments naturels et protégés en tant que tels. Les autorités du parc ont réussi à réintroduire des ifs - maintenant il y en a près de 1300. La majorité du territoire du parc est couvert de forêts, principalement de pins et de hêtres. Les sapins sont moins nombreux, ainsi que les forêts mixtes de chêne-sapin. Parmi les curiosités, la flore endémique, unique pour cette zone, comprend le sapin sauvage et les zones de mélèzes polonais sur Chełmowa Góra.

## Faune
La faune du parc est représentée par plus de 4 000 espèces d'invertébrés et de 210 espèces de vertèbrés (dont 187 protégés). L'une des caractéristiques est que beaucoup d'espèces sont des spécimens de montagne. 

## Architecture
En dehors de la nature, le parc a beaucoup d'autres choses à offrir. Il y a plusieurs vestiges architecturaux importants, dont la plupart de caractère sacré. Le plus précieux est l'abbaye bénédictine de Sainte-Croix datant de la première moitié du XIIe siècle, située sur la crête de Łysa Góra. Il est probable qu'ici, le plus ancien exemple d'écriture en polonais a été créé - Kazania Świętoktrzyskie (Sermons de Sainte-Croix). Une caractéristique intéressante du paysage local est la présence de nombreuses chapelles le long des routes.
D'autres beaux exemples de l'architecture sont situés au-delà les limites du parc. Ce sont: le couvent féminin à Św. Katarzyna (1633), les églises de Bielice (XVIIe siècle) et Bodzentynów (XVe siècle), les ruines d'un château à Bodzentyn (XIVe siècle), les restes de rempart autour de Łysa Góra (IXe siècle) et le musée de la métallurgie à Nowa Słupia, où parfois l'ancienne méthode de production d'acier est présentée aux touristes. Le parc compte également beaucoup de monuments historiques en rapport avec les soulèvements nationaux polonais du temps de l'occupation Nazie.

## Galerie

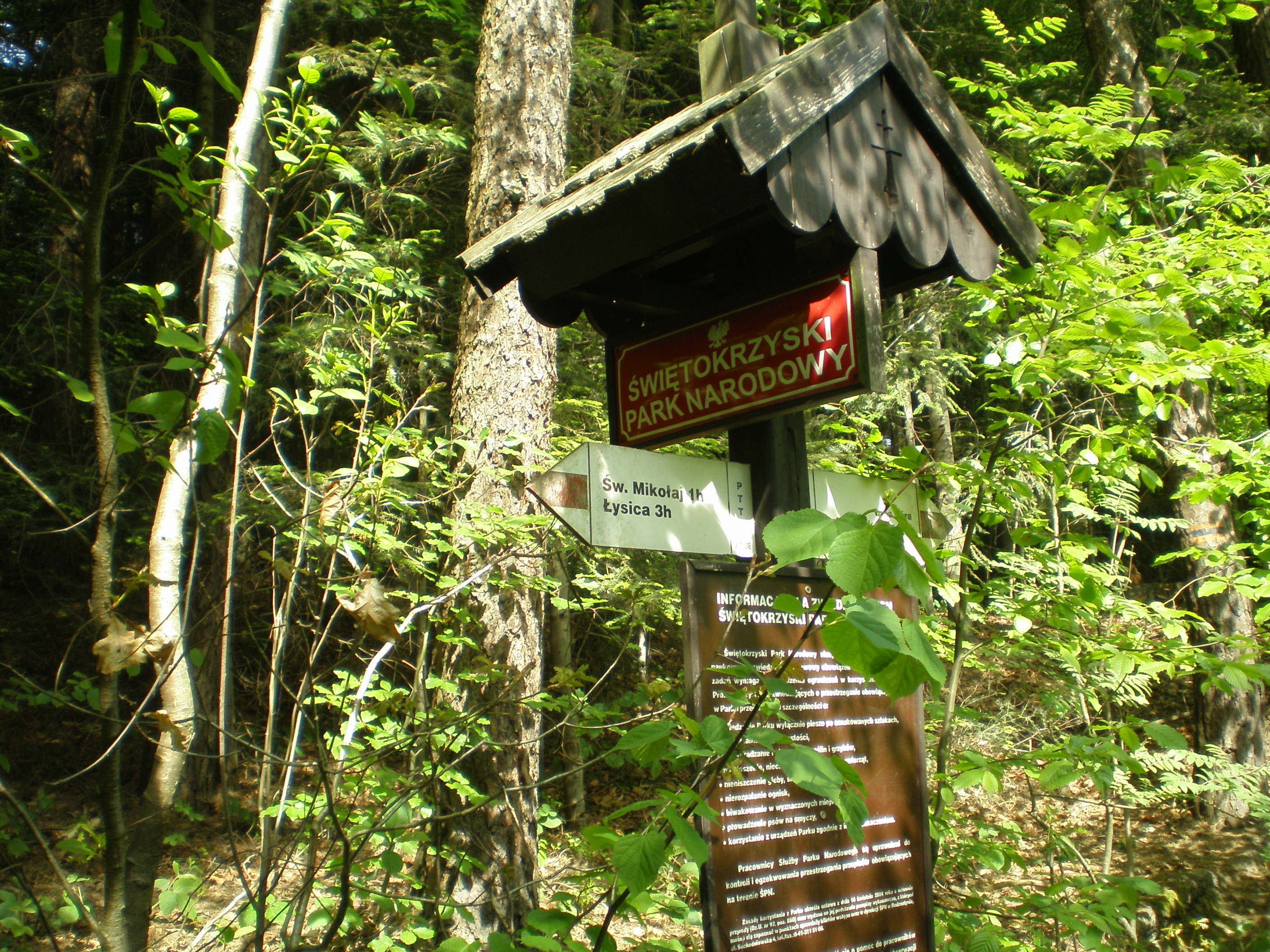
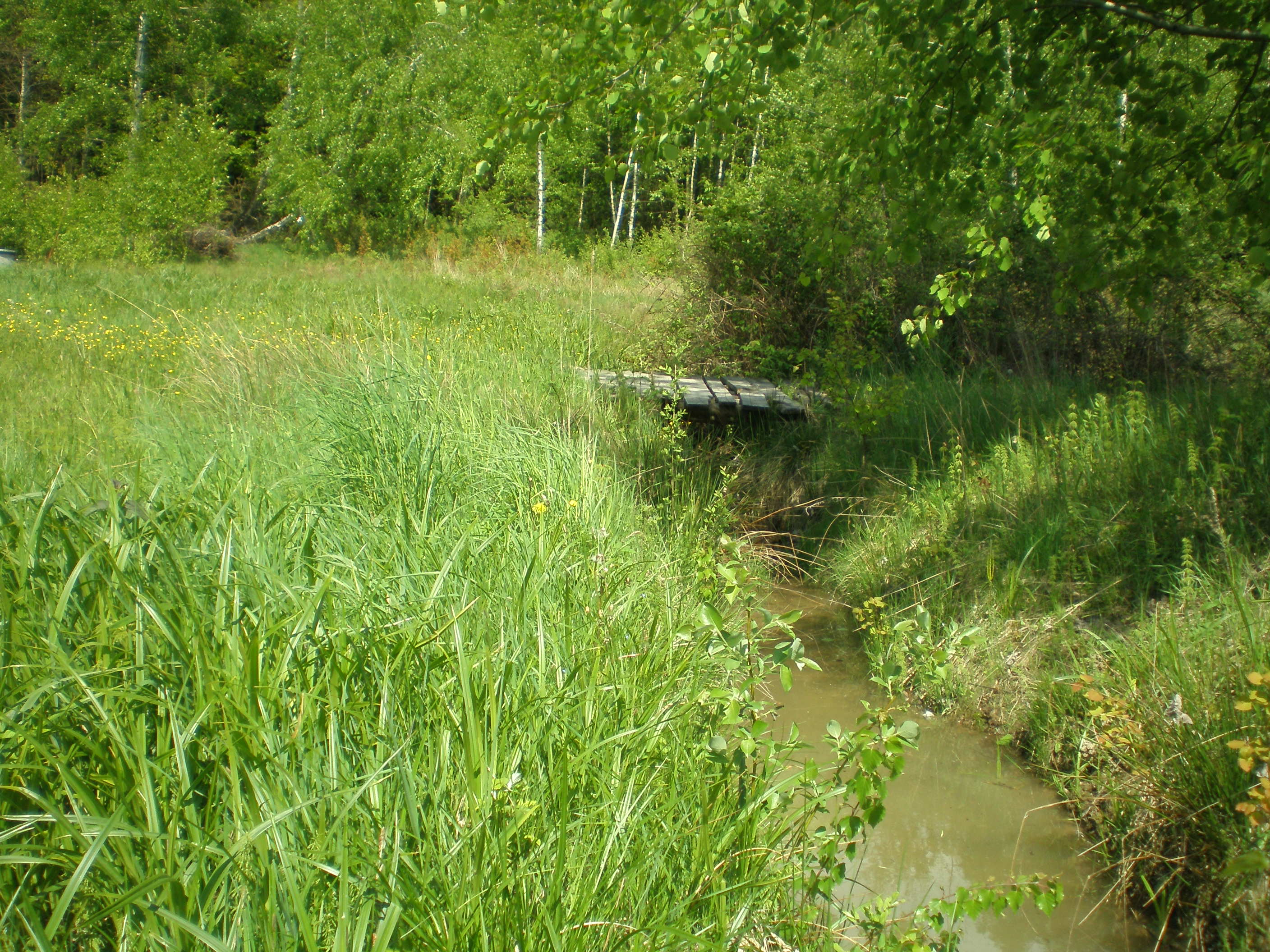
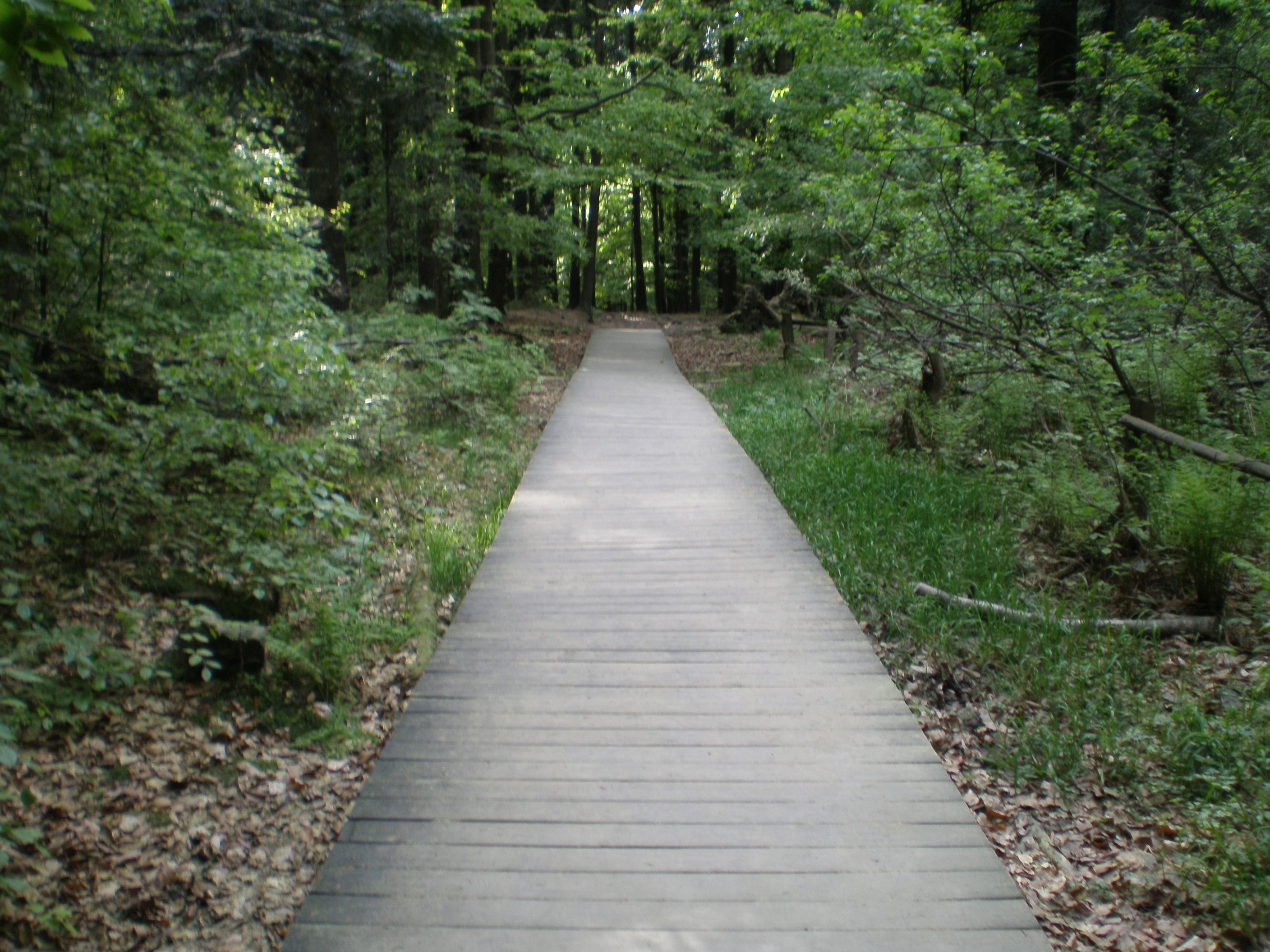
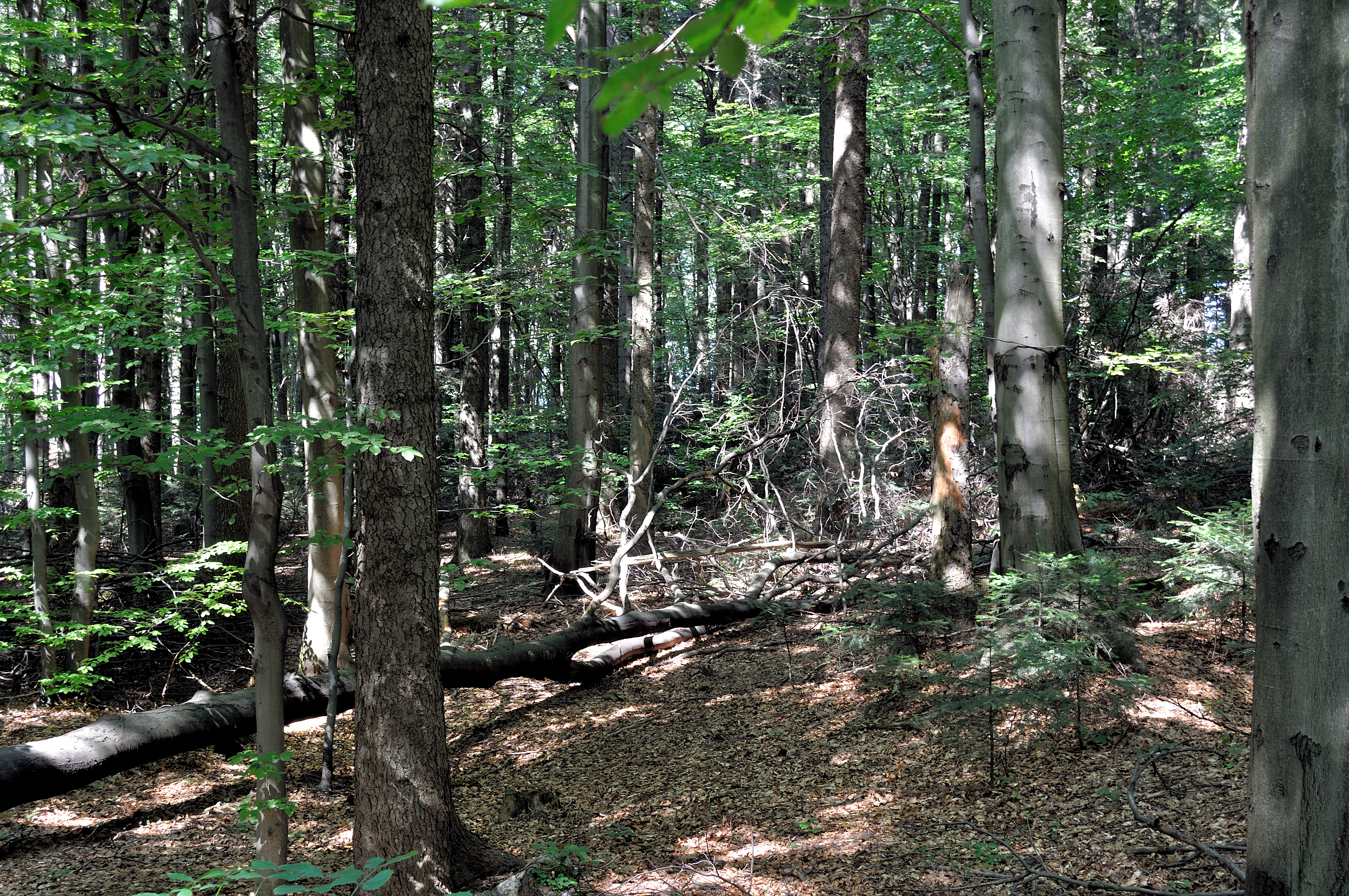
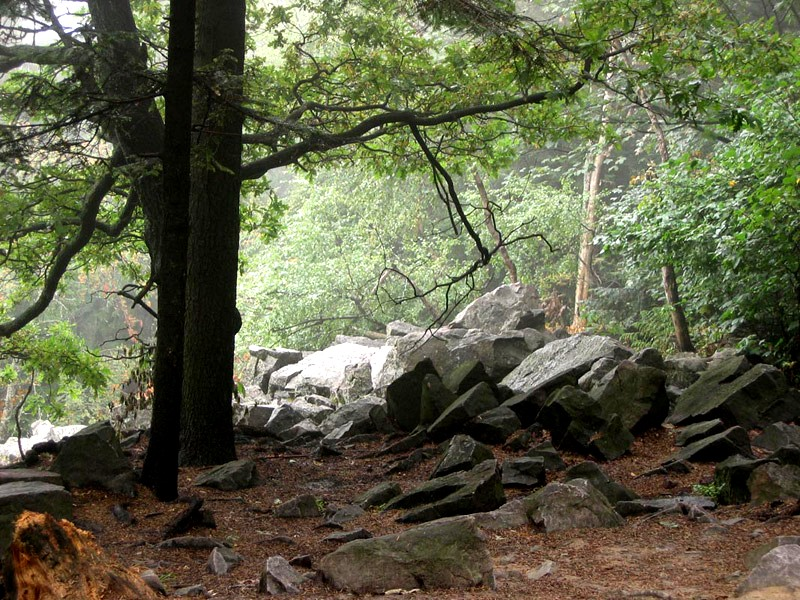